# Koninklijke Nederlandse Dierkundige Vereniging
De Koninklijke Nederlandse Dierkundige Vereniging (KNDV) is een Nederlandse vereniging van dierkundigen, opgericht in 1872 als Nederlandsche Dierkundige Vereeniging. Het doel is 'de bevordering van dierkundig onderzoek in de breedste zin'. De NDV richtte in 1876 het (zee)biologische onderzoeksinstituut NIOZ (Den Helder, later Texel) op.
De belangrijkste activiteiten zijn:
- het uitreiken van de Nederlandse Zoölogieprijs (vanaf 1991).
- Het organiseren van het Benelux Congress of Zoology, dat elk jaar plaatsvindt, afwisselend in Nederland en België.
- Het organiseren van de Zoologist Lecture tijdens dit congres als het in Nederland is.
- het uitgeven van het tijdschrift Animal Biology (voorheen Netherlands Journal of Zoology, daarvoor (vanaf 1874) Tijdschrift der Nederlandsche Dierkundige Vereeniging).
- het organiseren van symposia.

## Bron/link
- officiële site KNDV